# Таболовский сельсовет (Московская область)
Таболовский сельсовет — упразднённая административно-территориальная единица, существовавшая на территории Московской губернии и Московской области до 1973 года.
Таболовский сельсовет возник в первые годы советской власти. По состоянию на 1921 год он входил в Судниковскую волость Волоколамского уезда Московской губернии.
По данным 1926 года в состав сельсовета входили 2 населённых пункта — Таболово и Куликово.
В 1929 году Таболовский сельсовет был отнесён к Волоколамскому району Московского округа Московской области. При этом к нему были присоединены Каменковский и Сапегинский сельсовет.
4 января 1939 года Таболовский сельсовет был передан в новообразованный Осташёвский район.
17 июля 1939 года к Таболовскому сельсовет были присоединены селения Власьево, Соснино и Юрьево упразднённого Шитьковского с/с. Одновременно селение Каменки было передано из Таболовского сельсовет в Грулевский с/с.
28 декабря 1951 года к Таболовскому сельсовет было присоединено селение Шитьково упразднённого Данилковского с/с.
4 января 1952 года из Таболовского сельсовет в Грулевский было передано селение Зобово.
14 июня 1954 года к Таболовскому сельсовет был присоединён Грулевский сельсовет.
7 декабря 1957 года Осташёвский район был упразднён и Таболовский сельсовет был возвращён в Волоколамский район.
11 февраля 1958 года селения Немирово, Пупки, Притыкино и Самошкино были переданы из Таболовского сельсовет в Никольский с/с Новопетровского района.
26 декабря 1962 года Волоколамский район был переименован в Волоколамский сельский, в состав которого вошёл Таболовский с/с.
21 ноября 1964 года Волоколамский сельский район был переименован в Волоколамский, в состав которого вошёл Таболовский с/с.
2 февраля 1968 года из Ждановского с/с в Таболовский были переданы селения Васильевское и Красиково.
7 августа 1973 года Таболовский сельсовет был упразднён. При этом его территория была передана в Судниковский с/с.